# 赖迈泰瑟勒什
赖迈泰瑟勒什，是匈牙利佩斯州所辖的一个村。总面积0.56平方公里，总人口678，人口密度1210.7人/平方公里（2011年1月1日）。